# Chamaeleo marsabitensis
Chamaeleo marsabitensis este o specie de cameleon din genul Chamaeleo, familia Chamaeleonidae, ordinul Squamata, descrisă de Tilbury 1991. Conform Catalogue of Life specia Chamaeleo marsabitensis nu are subspecii cunoscute.